# Limnephilus graecus
Limnephilus graecus là một loài Trichoptera trong họ Limnephilidae. Chúng phân bố ở miền Cổ bắc.